# عشق انقلابی
عشق انقلابی (انگلیسی: Revolutionary Love؛ کره‌ای: 변혁의 사랑) یک مجموعه تلویزیونی محصول کره جنوبی سال ۲۰۱۷ با بازی چوی شی وون، کانگ سو را و گونگ میونگ و داستان آن دربارهٔ چالش‌های جوانان در حالی‌که در جامعه جلو می‌روند، است. این نخستین پروژه بازیگری چوی شی وون پس از مرخص شدن از سربازی است. عشق انقلابی از ۱۴ اکتبر تا ۳ دسامبر ۲۰۱۷، روزهای شنبه و یکشنبه ساعت ۲۱:۰۰ (کی‌اس‌تی) از تی‌وی‌ان برای ۱۶ قسمت پخش شد.